# カール・ブッチングハウス
カール・ブッチングハウス（ドイツ語: Karl Büttinghaus、1892年- 1944年12月）は、ドイツ人の実業家。カール・ビュッティングハウスともいう。
第一次世界大戦の際、ドイツの租借地であった中国・青島をめぐる攻防戦で捕虜となり、日本の収容所で暮らす。大戦終結により解放された後も日本に残り、ソーセージ製造に携わった。

## 略歴
ソーセージの徒弟修業を積んだ後、ドイツの租借地であった中国・青島に渡る。兵役に服し、膠州湾海軍砲兵隊（MAK）第4中隊に属する二等砲兵として勤務。
1914年 （大正3年）11月に青島が陥落すると、福岡俘虜収容所、大分俘虜収容所を経て、習志野俘虜収容所に収容される。習志野では1918年（大正7年）2月、カール・ヤーンら4名のソーセージ職人と共に、農商務省畜産試験場の飯田吉英技師の求めに応じて、ソーセージ製造を実演して見せている。
1920年（大正9年）、大戦終結により解放される際には、残留して日本で就職することを希望し、東京市麹町区有楽町1丁目3番、櫛引弓人事務所に雇用されている。櫛引は資本金200万円余を投じて東京ハム製造株式会社を設立する計画であったが、計画は頓挫。ブッチングハウスは関東大震災に見舞われた際には、西品川三ツ木にあったアウグスト・ローマイヤーの工場に身を寄せている。こうした不運の中でブッチングハウスは、千葉県 小湊出身の女性ヨシと結婚し、1924年（大正13年）には、目黒にソーセージ工場と店舗を持つに至る。後に神戸（北長狭通1丁目176番邸）に移転したが、1944年（昭和19年）末に死去。翌年の神戸空襲で店舗も焼失し、再建には至らなかった。
弟子には恵まれ、その技は今日に伝えられている。そのうちの一人は戦後も長らく、神戸・三宮で「ブッチングハウス」の名を掲げてソーセージ店を営んでいた（阪神・淡路大震災で閉店）。また、横浜市本牧で精肉業を営んでいた矢島八郎は目黒時代の弟子であり、現在その三代目が神奈川県茅ヶ崎市で「ハム工房ジロー」を営んでいる。さらに、妻の甥に当る栗原安太郎は、兵庫県明石市の土井牧場に技術を伝えた。土井牧場はその後、長崎県大村市に移転し、現在「土井ハム」の商標でソーセージ製造を行なっている。